# Вайсмайн
Вайсмайн (нім. Weismain) — місто в Німеччині, розташоване в землі Баварія. Підпорядковується адміністративному округу Верхня Франконія. Входить до складу району Ліхтенфельс.
Площа — 90,14 км2. Населення становить 4727 ос. (станом на 31 грудня 2020).
Поділяється на 34 міських райони.